# Panasqueira (São Jorge da Beira)
Panasqueira é uma localidade com 81 habitantes (2011), pertencente à freguesia de São Jorge da Beira, no Município da Covilhã. Localizada num vale, é o local onde se localizam as Minas da Panasqueira (e da qual surgiu o nome), juntamente com a Barroca Grande (Aldeia de São Francisco de Assis) partilham a mesma zona de couto mineiro. 
O seu orago é Santa Bárbara.